# Wybory powszechne na Montserracie w 2019 roku

Mapa obwodów wyborczych

Wybory parlamentarne na Montserracie w 2019 roku – wybory do Zgromadzenia Ustawodawczego, w których wybrano dziewięć z jedenastu miejsc. Rezultatem było zwycięstwo opozycyjnego Ruchu na rzecz Zmian i Dobrobytu, który zdobył pięć z dziewięciu wybieranych mandatów. Premierem Montserratu został Easton Taylor-Farrell z MCAP.

## System wyborczy
Zgromadzenie Ustawodawcze Montserratu składa się z jedenastu członków, z których dziewięciu jest wybieranych w wyborach powszechnych co pięć lat, a pozostałe dwa miejsca zajmują Prokurator Generalny i Sekretarz Finansowy.  Terytorium wyspy to pojedynczy okręg wyborczy złożony z sześciu obwodów, w którym wyborcy mogą głosować na maksymalnie dziewięciu kandydatów na swojej karcie do głosowania w ramach głosowania blokowego.

## Kampania wyborcza
W wyborach wzięło łącznie udział 35 kandydatów. Ruch na rzecz Zmian i Dobrobytu (Movement for Change and Prosperity, MCAP) był jedyną partią, która przedstawiła pełną listę dziewięciu kandydatów, a rządzący Ruch Ludowo-Demokratyczny (People's Democratic Movement, PDM) zgłosił siedmiu. W wyborach wzięły udział dwie nowe partie: Zjednoczona Partia Pracy Montserratu (Montserrat United Labour Party, MULP) wystawiła pięciu kandydatów, a Kongres Narodowy Montserratu (Montserrat National Congress, MNC) trzech. Startowało także jedenastu niezależnych kandydatów, w tym urzędujący premier Donaldson Romeo, który ogłosił, że będzie kandydował jako niezależny po tym, jak został usunięty ze stanowiska lidera PDM wkrótce po ogłoszeniu wyborów.

## Wyniki
Ruch na rzecz Zmian i Dobrobytu zyskał trzy mandaty w porównaniu z poprzednimi wyborami zdobywając łącznie 5 miejsc, co dało mu większość w Zgromadzeniu Ustawodawczym. Ruch Ludowo-Demokratyczny stracił cztery mandaty i wprowadził do Zgromadzenia jedynie trzech członków. Romeo został ponownie wybrany jako jedyny niezależny członek Zgromadzenia. Zjednoczona Partia Pracy Montserratu i Kongres Narodowy Montserratu nie wprowadziły do Zgromadzenia żadnego swojego przedstawiciela.

Wyniki wyborów w poszczególnych obwodach wyborczych

|                                     |                                      |        |        |         |      |
| Partia                              | Partia                               | Głosy  | %      | Miejsca | +/–  |
|                                     | Ruch na rzecz Zmian i Dobrobytu      | 8 511  | 42,66  | 5       | +3   |
|                                     | Ruch Ludowo-Demokratyczny            | 5 969  | 29,92  | 3       | –4   |
|                                     | Zjednoczona Partia Pracy Montserratu | 1 227  | 6,15   | 0       | nowy |
|                                     | Kongres Narodowy Montserratu         | 828    | 4,15   | 0       | nowy |
|                                     | Kandydaci niezależni                 | 3 414  | 17,11  | 1       | +1   |
|                                     | Członkowie z urzędu                  |        |        | 2       | 0    |
| Łącznie                             | Łącznie                              | 19 949 | 100,00 | 11      | 0    |
|                                     |                                      |        |        |         |      |
| Głosy ważne                         | Głosy ważne                          | 2,403  | 99,63  |         |      |
| Głosy nieważne/puste                | Głosy nieważne/puste                 | 9      | 0,37   |         |      |
| Głosy razem                         | Głosy razem                          | 2,412  | 100,00 |         |      |
| Uprawnieni do głosowania/frekwencja | Uprawnieni do głosowania/frekwencja  | 3,858  | 62,52  |         |      |
| [ 3 ] [ 4 ]                         |                                      |        |        |         |      |

## Deputowani III kadencji Zgromadzenia Ustawodawczego Montserratu
- Joseph E. Farrell, MCAP (premier, minister finansów i zarządzania gospodarką)
- Samuel L. Joseph, MCAP (wicepremier, minister komunikacji, pracy i energii)
- Charles T. Kirnon, MCAP (minister edukacji, zdrowia, opieki społecznej, sportu, młodzieży i spraw kościelnych)
- Crenston C. Buffonge, MCAP (minister rolnictwa, ziemi, gospodarki mieszkaniowej i środowiska)
- Veronica I. Dorsette-Hector, MCAP (sekretarz ds. zdrowia, opieki społecznej, młodzieży i sportu)
- Paul Lewis, PDM (lider opozycji)
- Donaldson Romeo, niezależny
- Claude Hogan, PDM
- David Osborne, PDM
- Sheree E. Jemmotte-Rodney, prokurator generalny
- Philip Chambers, sekretarz finansowy[5]

Spikerem Zgromadzenia Ustawodawczego została Teresina Bodkin.